# هوهنشتادت
هوهنشتادت (به آلمانی: Hohenstadt) یک شهر در آلمان است که در گوپینگن واقع شده‌است. هوهنشتادت  ۷۲۵ نفر جمعیت دارد.